# Jüdischer Friedhof (Winterswick)

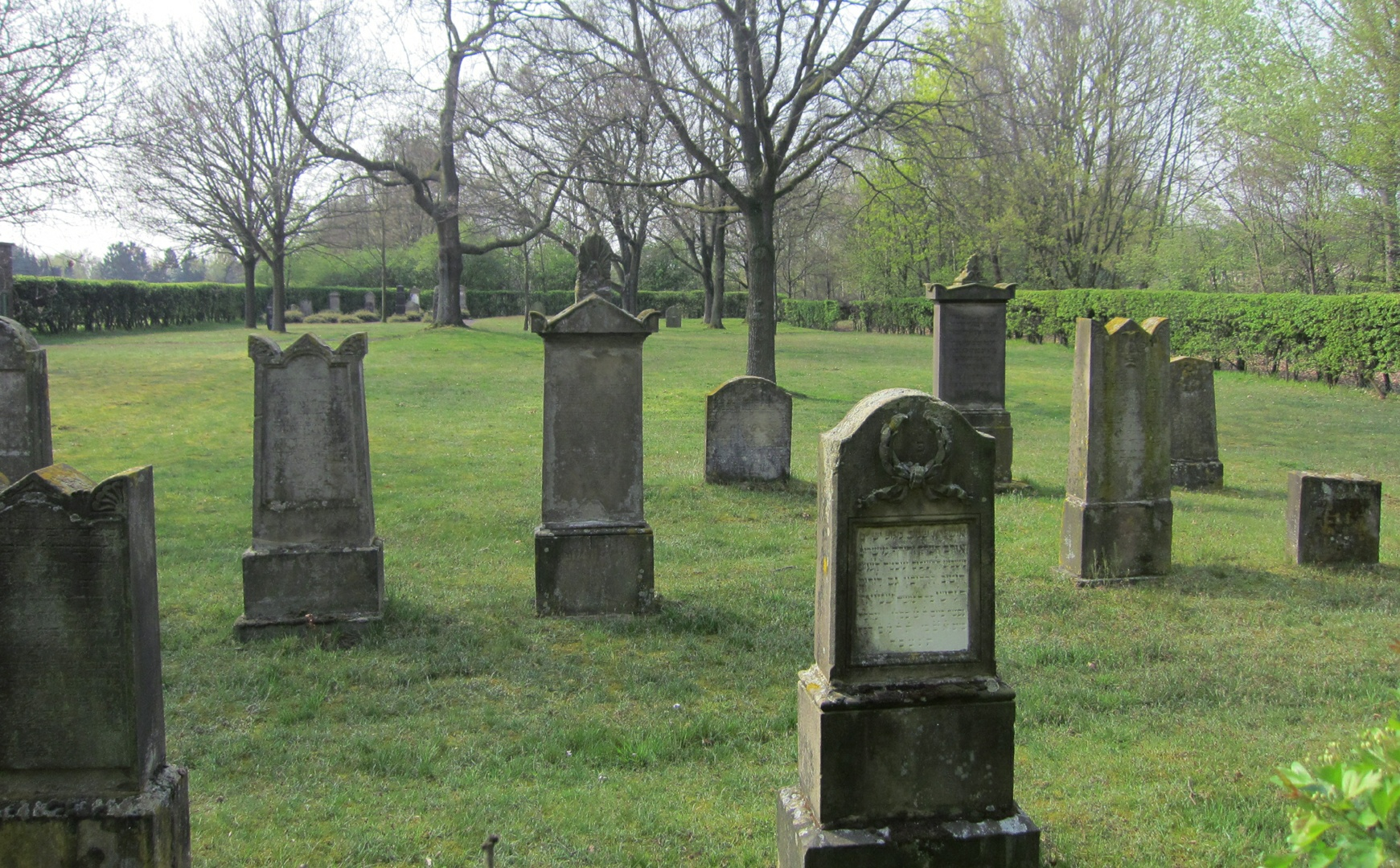
Grabstellen und Grabsteine auf dem Jüdischen Friedhof an der Moerser Straße in Rheinberg-Winterswick (2014).

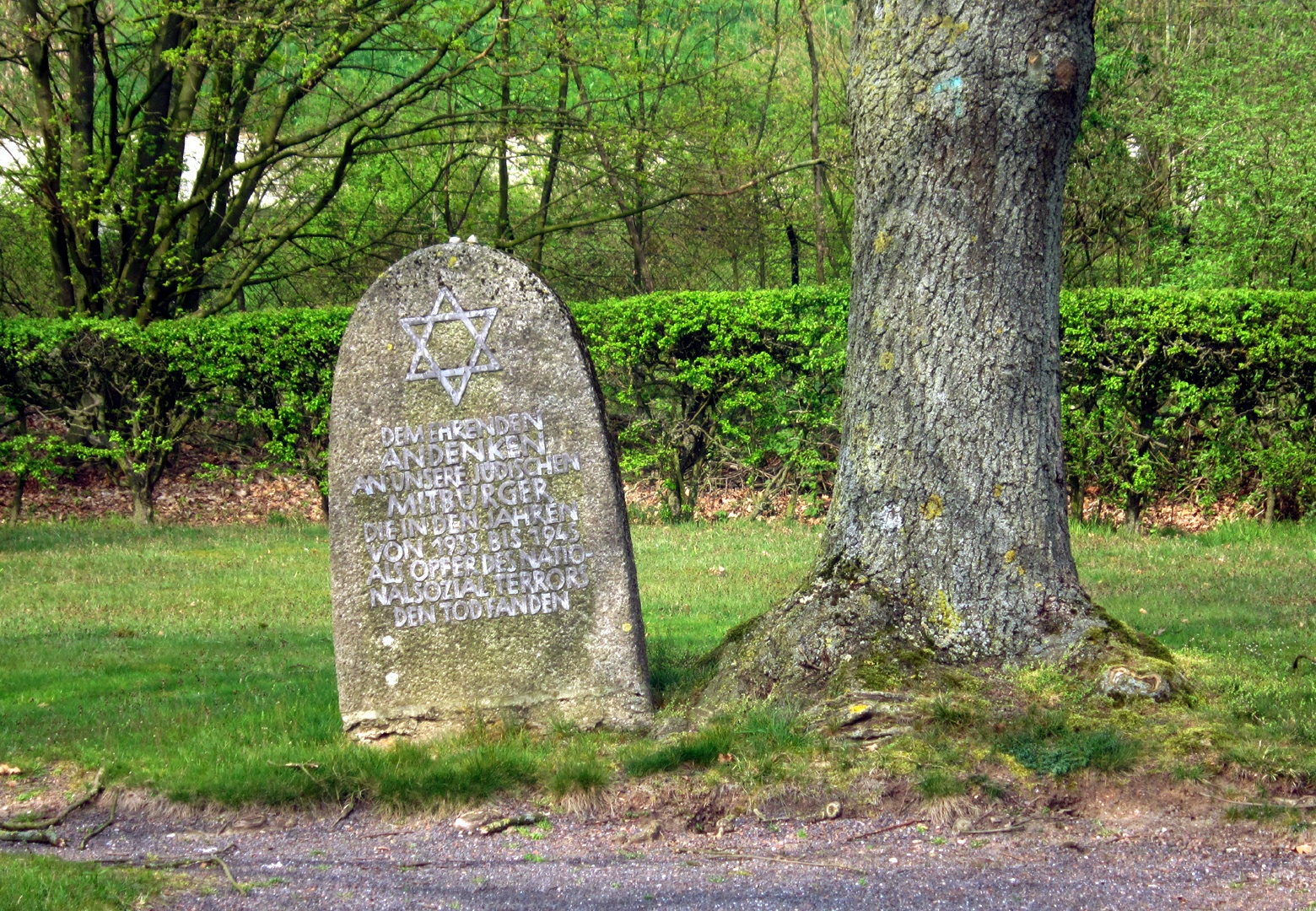
Der Gedenkstein auf dem Jüdischen Friedhof in Rheinberg-Winterswick (2014).

Der Jüdische Friedhof Winterswick befindet sich in Winterswick, einem Ortsteil der Stadt Rheinberg im Kreis Wesel in Nordrhein-Westfalen. Als jüdischer Friedhof ist er ein Baudenkmal und seit dem 16. Januar 2008 unter der Denkmalnummer 198 in der Denkmalliste eingetragen. Auf dem Friedhof an der Moerser Straße sind 42 Grabsteine erhalten. 
Der Friedhof wurde von 1702 bis 1933 belegt. Bei einer Schändung des Friedhofs im Jahr 2006 wurden etwa 20 Grabsteine umgeworfen und zerstört.